# Stormtroopers of Death
Stormtroopers of Death (abreviat S.O.D.) a fost o trupă americană de crossover thrash formată în New York în anul 1985. Ei sunt cunoscuți ca fiind unele dintre primele formații să combine genul hardcore punk cu thrash metal într-un stil numit crossover thrash. Formația este cunoscută și pentru că au unit membrii trupei Anthrax, chitaristul Scott Ian și bateristul Charlie Benante, cu fostul basist Dan Lilker. Cântecul lor instrumental "March of the S.O.D." de pe debutul lor din 1985, Speak English or Die, a fost intro-ul pentru emisiunea Headbangers Ball pentru mulți ani. Un alt cântec de pe același album, "Chromatic Death", a fost folosit de emisiune între redarea reclamelor și a videoclipurilor.